# Jean Poncelet (beeldhouwer)
Jean Poncelet was een 15e-eeuwse Franse steen- en beeldhouwer en in zijn latere leven bouwmeester.

## Levensloop
Jean Poncelet kwam mogelijk uit de omgeving van Lyon. Hij werkte onder andere voor hertog Karel I van Bourbon, waarbij hij verantwoordelijk was voor het steenhouwwerk aan de kerk van Souvigny in de Franse provincie Bourbonnais. Hij werkte hierbij samen met de beeldhouwer Jacques Morel.
Dat Jean Poncelet in de jaren 1453-1457 als steenhouwer werkzaam was, blijkt uit een document van 4 oktober 1449. Dit document heeft betrekking op een geschil dat toen plaatsvond tussen hem en Juan de la Huerta in Dijon over een kwestie van het honorarium aangaande werk aan het graf van hertog Jan zonder Vrees (1371-1419): Jean de la Huerta had hem sinds februari 1448 in dienst genomen, en nota bene terwijl hij werkte aan beelden in Lyon, maar verzuimde hem te betalen. Op de beweringen van Jean Poncelet van zijn aanhoudende uitstel van betaling reageerde hij met bedreigingen en aanvallen, waardoor hij voor de rechtbank kwam.
Het jaar daarvoor voltooide hij een andere opdracht, waarbij hij dit keer niet meer als ondergeschikte, maar als bouwmeester was aangesteld. Dit waren werken die in opdracht van hertog Filips de Goede werden uitgevoerd in het hertogelijk kasteel van Dijon. Deze prins had, net als zijn oudoom koning Karel V die de trap en het terras van het Louvre liet bouwen door de Franse architect Raimond du Temple, de Brancion-toren in zijn bouwwerk in Dijon met twee verdiepingen willen verhogen en bekronen met een terras met uitzicht over de hele stad. Dit werk voltooide hij ook op basis van het bestaande bouwwerk en conform zijn eigen ontwerpen.
Hij signeerde daar zijn werk door zichzelf en profil af te beelden op een van de gebeeldhouwde uiteinden van het bovenlicht bovenaan deze trap met een decoratief motief, samen met twee anonieme metgezellen van de bouwplaats. Hij draagt daarbij een capuchon en een lang gewaad met een leren riem. Hij houdt een kompas vast en een schrijfhaak.